# リマタラ島
リマタラ島はフランス領ポリネシアのオーストラル諸島西端にある島である。タヒチ島の約550km南方、ルルツ島の約150km西方にある。島の平均標高は8mから10m、最高点は海抜83mである。
ヨーロッパ人が到達したのはポリネシアの島々でも比較的遅く、1811年のことである。なお、フランスは同島を1889年に保護領とし、1901年に併合した。